# Ventasso Laghi
Ventasso Laghi è una piccola stazione sciistica posta sul territorio comunale di Ventasso (ex comune di Ramiseto) nella Provincia di Reggio Emilia.  La località è inserita nella magnifica cornice del Monte Ventasso nelle vicinanze del Lago Calamone.
Gli impianti (tra 1359 e 1533 metri) sono costituiti da 3 skilift e 5 piste di diversa difficoltà.